# Consciousness
| Recensione | Giudizio |
| ---------- | -------- |
| AllMusic   |          |

Consciousness è un album discografico del chitarrista jazz statunitense Pat Martino, pubblicato dall'etichetta discografica Muse Records nel maggio del 1975.

## Tracce

### LP
Lato A
1. Impressions – 4:33 (musica: John Coltrane)
2. Consciousness – 11:48 (musica: Eric Kloss, Don Depaolo)
3. Passata on Guitar – 2:48 (musica: Pat Martino)

Lato B
1. Along Came Betty – 5:22 (musica: Benny Golson)
2. Willow – 6:09 (musica: Pat Martino)
3. On the Stairs – 5:29 (musica: Pat Martino)
4. Both Sides Now – 2:06 (musica: Joni Mitchell)

### CD
Edizione CD del 1989, pubblicato dalla Muse Records (MCD 5039)
1. Impressions – 4:33 (musica: John Coltrane)
2. Consciousness – 11:48 (musica: Eric Kloss, Don Depaolo)
3. Passata on Guitar – 2:48 (musica: Pat Martino)
4. Along Came Betty – 5:22 (musica: Benny Golson)
5. Willow – 6:09 (musica: Pat Martino)
6. On the Stairs – 5:29 (musica: Pat Martino)
7. Both Sides Now – 2:06 (musica: Joni Mitchell)
8. Along Came Betty (Alt.) – 5:16 (musica: Benny Golson) – Traccia bonus

## Formazione
- Pat Martino – chitarra
- Eddie Green – pianoforte elettrico
- Eddie Green – percussioni (solo nel brano: Willow)
- Tyrone Brown – basso
- Sherman Ferguson – batteria, percussioni

Note aggiuntive
- Michael Cuscuna – produttore
- Registrazioni effettuate il 7 ottobre, 1974 al Generation Sound Studio di New York City, New York
- Tony May – ingegnere delle registrazioni
- Ron Warwell – foto e design copertina album originale
- Gary Giddins – note retrocopertina album originale[2][3]